# John Peale Bishop
John Peale Bishop (21 mai 1892 - 4 avril 1944) est un poète et homme de lettres américain.

## Biographie
Bishop est né à Charles Town, en Virginie occidentale, dans une famille de la Nouvelle-Angleterre, et a fréquenté l'école à Hagerstown, Maryland et à la Mercersburg Academy (en). À 18 ans, Bishop est victime d'une maladie grave et perd temporairement la vue pendant un certain temps. Il entre à l'Université de Princeton en 1913, à 21 ans, où il se lie d'amitié avec Edmund Wilson et F. Scott Fitzgerald. Il est diplômé de Princeton en 1917 et a servi dans l'armée pendant deux ans en Europe. Il est le modèle pour le personnage Thomas Parke D'Invilliers (en) dans le premier roman de Fitzgerald, This Side of Paradise (en traduction française L'Envers du paradis).
De retour aux États-Unis, il écrit de la poésie ainsi que des essais et des critiques pour Vanity Fair à New York. En 1922, il épouse Margaret Hutchins et ils déménagent rapidement en France, où ils ont vécu jusqu'en 1933, ponctués d'un passage pour Paramount Pictures à New York (1925–26). En France, ils achètent le Château de Tressancourt à Orgeval (Seine-et-Oise), où ils ont vécu de 1927 à 1930 et où ils ont élevé leurs trois fils. En 1930, ils emménagent au 4 rue Mignard à Paris
En 1933, la famille Bishop retourne aux États-Unis, résidant d'abord dans le Connecticut, puis à la Nouvelle-Orléans, et enfin dans une maison à Cape Cod. Son roman Act of Darkness (en traduction française Actes obscurs), basé sur l'histoire vraie du viol d'une figure sociale de Charles Town par un homme de Charles Town, a provoqué un scandale dans la ville lors de sa publication.
Il devient critique de poésie pour The Nation (1940). En 1941-1942, il a été directeur des publications à l'Office of the Coordinator of Inter-American Affairs (en), puis a été invité à être resident fellow à la Bibliothèque du Congrès. Il meurt quelques mois après sa nomination, le 4 avril 1944, à Hyannis, Massachusetts.

## Œuvres
- Green Fruit, poésie, 1917
- The Undertaker’s Garland, avec Edmund Wilson, illustrations de Boris Artzybasheff, poésie, 1922
- Many Thousands Gone, nouvelle, 1931
- Now With His Love, poésie, 1933
- Act of Darkness, roman, 1935
- Minute Particulars, poésie, 1935
- The Collected Essays of John Peale Bishop, 1948
- The Republic of Letters in America, correspondance avec Allen Tate, 1981

## Traductions en français
- Actes obscurs, traduction de Act of Darkness par Philippe Mikriammos, Mercure de France, 1995